# Réserve écologique Jackrabbit
Pour les articles homonymes, voir Jackrabbit.
La réserve écologique Jackrabbit est une réserve naturelle située à Montcalm dans la province de Québec au Canada.  Elle protège des écosystèmes représentatifs de la région des Laurentides, soit le domaine de l'érablière à bouleau jaune.

## Toponymie
La réserve a été créée en 1981 sous le nom de « réserve écologique des Laurentides ».  Elle fut agrandie en 1992 et son nom fut changée pour son nom actuel, qui rappelle le surnom de Herman Smith-Johannsen (1875-1987), athlète qui introduisit le ski de fond en Amérique.